# Nanoradio
Nanoradio kan också avse en radiosändare eller -mottagare byggd med nanoteknik.
Nanoradio är ett svenskt företag med huvudkontor i Kista. Företaget utvecklar kompakta och strömsnåla kretsar för WLAN men man har också tagit fram andra typer av konnektivitetskretsar. Den 1 juni 2012 meddelades att Samsung Electronics köpt Nanoradio AB.

## Historik
Nanoradio grundades i mars 2004 av en grupp tekniker och affärsmän under ledning av Pär Bergsten. Syftet var att skapa komponenter och system som för in trådlösa nät i alla slags handhållna elektroniska produkter och ge stöd för digitala medier, bland annat audio- och hi-fi-stereo. Nanoradio har blivit tilldelade flera utmärkelser inom branschen de senaste åren.

## Verksamhet
Nanoradio utvecklar lösningar för Wi-Fi som gör det möjligt för trådlöst höghastighetsinternet i bärbara applikationer såsom mobiltelefoner, bärbara internetapplikationer (MID), kameror och headset. Huvudfaktorerna i företagets produkter är låg strömanvändning, kompakta kretsar och stöd för ljudapplikationer.
Nanoradio är det första företaget som har utvecklat en kretslösning där man kombinerar alla applikationer[källa behövs], denna lösning kallas “Eco-Fi™“. Lösningen innehåller basband, RF-mottagare och strömlösning på en kiselplatta som är mindre än 35 mm², “Eco-Fi™“ stödjer standarden 802.11 b/g/n. Nanoradios produkter stödjer majoriteten av de största mobilplattformar och operativsystem.

### Produkter
- Wi-Fi kretsar för mobiltelefoner och hemelektronik.

### Applikationer
- Voice over IP (VoIP) i mobiltelefoner och andra trådlösa telefoner.
- Headsets för mobiltelefoner, andra trådlösa telefoner samt för Hi-fi stereo.
- Bärbara ljudapplikationer och Hi-Fi stereo.
- Bärbara datorer, PDAs.
- Bärbara digitalkameror och mindre kameror.
- Bärbara spelplattformar.

## Kontor
Nanoradios huvudkontor ligger i Kista. Utöver detta har företaget kontor och filialer i fem andra länder.
- Seongnam, försäljningskontor
- Yokohama, försäljningskontor
- Palo Alto, försäljningskontor
- Taipei, försäljningskontor
- Shanghai, försäljningskontor
- Patras, forskning och utveckling